# Emile Savoy

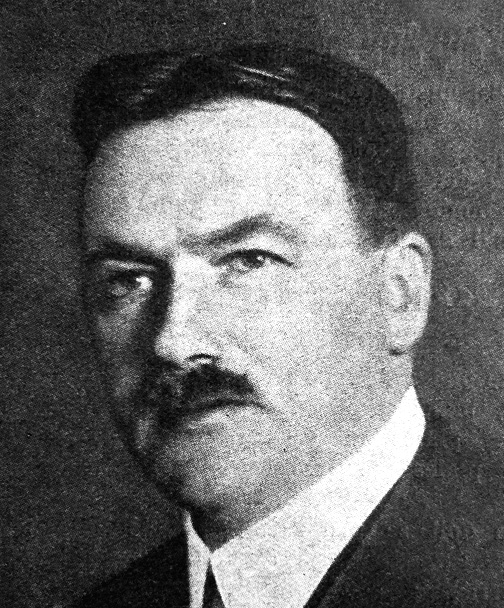
Emile Savoy

Emile Savoy (* 6. Mai 1877 in Attalens; † 26. Januar 1935 in Freiburg; heimatberechtigt in Attalens) war ein Schweizer Politiker.

## Leben
Emile Savoy wurde als Sohn des Organisten und Orgelbauers Basile Savoy und der Antoinette Perroud geboren. Er heiratete die Belgierin Gabrielle Pierlot. Savoy studierte 1900 Rechtswissenschaften sowie Wirtschafts- und Sozialwissenschaften an der Universität Freiburg und setzte seine Studien bis 1904 in Löwen (Belgien) fort. Dort legte er ein Doktorat in Recht (1903) und ein Doktorat  in Wirtschafts- und Sozialwissenschaften (1910) ab.
Nach seiner Rückkehr nach Freiburg war Savoy als Lehrlingsinspektor (1904), Richter am Bezirksgericht Saane (1905), Oberamtmann des Glanebezirks (1905) und Oberamtmann des Greyerzbezirks (1907) tätig. Von 1913 bis 1935 amtierte er als konservativer Freiburger Staatsrat und leitete die Polizeidirektion bzw. ab 1916 die Direktion des Innern, der Landwirtschaft, des Handels und der Industrie. 1915 reformierte Savoy das Gefängniswesen und setzte viele wichtige Gesetze durch, darunter 1919 das Gesetz über den landwirtschaftlichen Unterricht. Von 1915 bis 1921 sass er im Grossen Rat. Seine Parteinahme für Belgien im Ersten Weltkrieg setzte ihn polemischen Angriffen aus. 1920 wurde er in den Ständerat gewählt, dem er bis Januar 1935 angehörte und den er von Dezember 1927 bis Dezember 1928 präsidierte. Während seines Ständeratsmandats befasste er sich vorwiegend mit Fragen der Landwirtschaft.
Savoy war Mitglied des leitenden Ausschusses der Konservativen Volkspartei Freiburgs und der Schweiz. Er betätigte sich hauptsächlich in den kantonalen Bauernverbänden, für die er 1920 die neue Zeitung Le paysan fribourgeois schuf. Savoy sass in den Führungsorganen des Schweizerischen Bauernverbands (1927) sowie internationalen Verbänden. Als Anhänger der katholischen Soziallehre und des Korporativismus vertrat er die Ansicht, die Landwirtschaft sei das Fundament einer gesunden Wirtschaft. Sein traditionalistisches Gesellschafts- und Wirtschaftsideal basierte auf Selbstversorgung und Heimarbeit. Als führende Figur in der Freiburger Regierung nach Georges Python und Jean-Marie Musy verstärkte Savoy die administrative und politische Zentralisierung des Kantons. Er verfasste zahlreiche Schriften.

## Schriften
- L’ouvrier chocolatier à Broc en 1908. Préface de la réédition de Pierre-Philippe Bugnard. La Sarina, Fribourg 1981.
- L’apprentissage en Suisse. Ch. Peeters, Recueil Sirey, Librairie de l’Université, Louvain, Paris/Fribourg 1910.
- Paupérisme et bienfaisance. Fragnière, Fribourg 1921.
- La charte internationale du travail. Imprimerie Saint-Paul, Fribourg.
- L’histoire économique. In: Annales fribourgeoises. Band 18, Nr. 1. Fribourg Januar 1930, S. 2–10 (französisch, e-periodica.ch).
- L’agriculture fribourgeoise vers 1830. In: Annales fribourgeoises. Band 19, Nr. 1. Fribourg Januar 1931, S. 1 (französisch, e-periodica.ch).